# Uwe Peschel
Uwe Peschel (Berlín, 4 de novembre de 1968) va ser un ciclista alemany, que fou professional entre 1997 i 2005. Bon contrarellotgista, els seus principals èxits foren en aquesta especialitat: el 1992 guanyà la medalla d'or als Jocs Olímpics de Barcelona en la contrarellotge per equips, guanyà tres campionats d'Alemanya de l'especialitat i pujà al podi en dues ocasions al Campionat del Món de CRI.
És fill del també ciclista Axel Peschel.

## Palmarès
- 1991
  - 1r al Gran Premi de les Nacions amateur
- 1992
  -  Or als Jocs Olímpics de contrarellotge per equips (amb Berndt Ditter, Michael Rich i Christian Meyer)
- 1993
  - 1r a la Ronda de l'Isard d'Arieja
- 1995
  - 1r a la Stuttgart–Estrasburg
  - Vencedor d'una etapa del Regio Tour
- 1996
  -  Campió d'Alemanya de CRI
  - 1r a la Bayern Rundfahrt
  - 1r al Gran Premi Telekom (amb Chris Boardman)
  - Vencedor d'una etapa de la Volta a Luxemburg
  - Vencedor d'una etapa de la Volta a Hessen
- 1997
  - 1r al Gran Premi de les Nacions
  - Vencedor d'una etapa del Regio Tour
  - Vencedor d'una etapa de la Volta a Dinamarca
- 1998
  -  Campió d'Alemanya de CRI
  - Vencedor d'una etapa de la Volta a Castella i Lleó
- 2001
  - Vencedor d'una etapa de la Cursa de la Pau
- 2002
  -  Campió d'Alemanya de CRI
  - 1r al Gran Premi de les Nacions
  - 1r a la Volta a Hessen i vencedor d'una etapa
  - 1r al Karlsruher Versicherungs GP (amb Michael Rich)
- 2003
  - 1r al Gran Premi Eddy Merckx (amb Michael Rich)

### Resultats al Giro d'Itàlia
- 1997. 104è de la classificació general

### Resultats al Tour de França
- 2003. Abandona (20a etapa)
- 2004. 125è de la classificació general

### Resultats a la Volta a Espanya
- 1998. 91è de la classificació general

- 2005. 102è de la classificació general